# Estação Pont Neuf
Pont Neuf é uma estação da linha 7 do Metrô de Paris, localizada no 1.º arrondissement de Paris.

## História
A estação foi inaugurada em 16 de abril de 1926 com o lançamento da extensão da linha 7 de Palais-Royal (hoje Palais-Royal - Musée du Louvre) para Pont Marie.
Deve o seu nome à Pont Neuf, ao norte da qual está estabelecida e que, apesar do nome, é a mais antiga ponte existente em Paris.
Em 2011, 1 612 517 passageiros entraram nesta estação. Ela viu entrar 1 614 109 passageiros em 2013, o que a coloca na 274ª posição das estações de metrô por sua frequência entre 302.

## Serviços aos Passageiros

### Acessos
A estação possui três acessos, cada um constituído por uma escada fixa dotado de uma balaustrada de tipo Dervaux:
- O acesso 1 “Rue de la Monnaie”;
- O acesso 2 "Quai du Louvre";
- O acesso 3 “Pont Neuf”.

### Plataformas

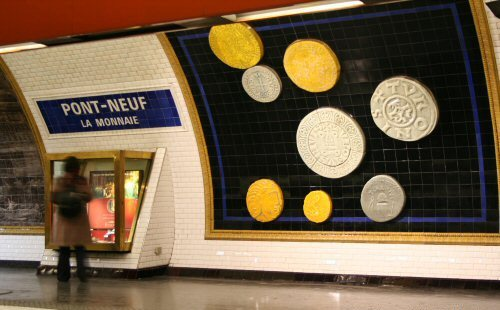
Vitrine expondo moedas (a esquerda)

A estação apresenta no centro de suas plataformas reproduções de diferentes moedas, de grandes dimensões, evocando La Monnaie de Paris, cuja sede, o Hôtel de la Monnaie, se situa em frente na margem esquerda do rio. Essas representações começar de um lado da plataforma e se juntam a outra, passando pela abóbada. As plataformas também incluem uma velha balança monetária e duas vitrines exibem moedas reais.

### Intermodalidade
A estação é servida pelas linhas 21, 24, 27, 58, 67, 69, 70, 72, 74, 75, 76, 81, 85 e a linha de vocação turística OpenTour da rede de ônibus RATP e, à noite, pelas linhas N11, N15, N16 , e N24 da rede Noctilien.

## Pontos turísticos
- Pont Neuf
- La Samaritaine
- Igreja de São Germano de Auxerre
- Prefeitura do 1.º arrondissement
- Palácio do Louvre
- Conciergerie
- Place Dauphine